# Il diavolo in convento
Il diavolo in convento è un film del 1951 diretto da Nunzio Malasomma, liberamente tratto dalla novella Il miracolo di Mario Amendola.

## Trama
Marzo 1945: un bombardamento aereo distrugge un villaggio di pescatori. I senzatetto sono ospitati da frate Angelo nel convento di San Fruttuoso di Camogli: passano gli anni ma le case non vengono ricostruite e quando muore il priore, il convento viene venduto al ricco ingegner Milone, deciso a trasformarlo in un complesso per la villeggiatura. Per evitare che i senzatetto finiscano in strada, frate Angelo escogita ogni espediente possibile, anche un finto miracolo in attesa che San Fruttuoso ne compia uno vero.

## Produzione

### Riprese
Le riprese si sono svolte presso l'Abbazia di San Fruttuoso di Camogli, il convento N.S. delle Grazie in frazione Valle di Gavi e negli stabilimenti I.C.E.T. di Milano.